# حكومة عصمت إينونو الرابعة
حكومة عصمت إينونو الرابعة (بالتركية: IV İnönü Hükûmeti) هي الحكومة التركية الخامسة في تركيا (بالتركية: 5. Türkiye Hükûmeti) بدأت أعمالها في 1 نوفمبر 1927 في عهد رئيس الجمهورية الغازي مصطفى كمال باشا.

## خلفية
تم تشكيل الحكومة بعد انتخاب الرئيس الغازي مصطفى كمال باشا للمرة الثانية. تم إعادة تكليف رئيس الوزراء عصمت باشا من حزب الشعب الجمهوري (CHP)، بإعادة تشكيلها.

## قائمة أعضاء المجلس
الأسماء بين قوسين هي الأسماء التي إختارها الأفراد كألقاب لعائلاتهم بعد تبني قانون الألقاب وحذف الألقاب العثمانية 1934.
| المنصب                           | الاسم                    | ملاحظة العهدة                   |
| -------------------------------- | ------------------------ | ------------------------------- |
| رئيس الوزراء                     | عصمت باشا                |                                 |
| وزير العدل                       | محمود أسات بك (بوزكورت)  |                                 |
| وزير الخارجية                    | توفيق روستو بك (أراس)    |                                 |
| وزير الاقتصاد                    | محمد شاكر بك (كيسبير)    | 21 يناير 1928 / 29 ماي 1929     |
| وزير الاقتصاد                    | مصطفى رحمي بك (كوشين)    | 29 ماي 1929 / 27 سبتمبر 1930    |
| وزير الدفاع الوطني ووزير البحرية | مصطفى عبد الخالق بك رندا |                                 |
| وزير الداخلية                    | محمد شاكرو بك (كايا)     |                                 |
| وزير التجارة والزراعة            | مصطفى رحمي بك ( كوشين)   | 1 نوفمبر 1927 / 21 يناير 1928   |
| وزير المالية                     | محمد شوكرو بك (ساراجلو)  |                                 |
| وزير التربية                     | مصطفى نجاتي بك           | 1 نوفمبر 1927 / 1 يناير 1929    |
| وزير التربية                     | عصمت باشا (إينونو) مؤقت  | 1 يناير 1929 / 2 مارس 1929      |
| وزير التربية                     | حسين فاسيف بك (سينار )   | 2 مارس 1929 / 13 أبريل 1929     |
| وزير التربية                     | جمال هوسنو بك (تاراي)    | 13 أبريل 1929 / 22 سبتمبر 1930  |
| وزير الصحة والتضامن الاجتماعي    | رفيق بك                  |                                 |
| وزير الأشغال العامة              | بيهق بك (أركين)          | 1 نوفمبر 1927 / 15 أكتوبر 1928  |
| وزير الأشغال العامة              | رجب بك (بيكر)            | 15 أكتوبر 1928 / 27 سبتمبر 1930 |

## انهيار الحكومة
في 12 أغسطس، سأل الرئيس الغازي مصطفى كمال باشا رئيس الوزراء السابق علي فتحي أوكيار (الحكومة الثالثة في تركيا)، تشكيل حزب معارض (الحزب الجمهوري الليبرالي)، من أجل محاولة انطلاق الديمقراطية المتعددة الأحزاب في تركيا واحتواء المعارضة في البرلمان. وكدا المناخ الدولي الاقتصادي السيء بسبب الأزمة الاقتصادية الكبرى، كانت ظروف جلب الدعم لهذه الحكومة غير واضح ويفتقد للدعم إلا من أعضاء الحزب الجديد، في الأخير أعيد تكليف عصمت باشا تشكيل الحكومة الجديدة لقوة الدعم لشخصه.